# Precision Graphics Markup Language
Precision Graphics Markup Language (PGML) è un linguaggio basato su XML per la grafica vettoriale. È stato presentato al W3C nel 1998 da Adobe, IBM, Netscape, e Sun Microsystems però non è stato mai adottato.